# حارثة الثالث

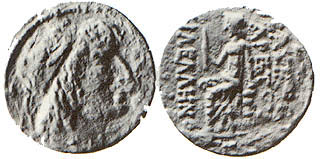
نقود نبطية فضية من عهد حارثة الثالث. لقد كُتب اسمه باليونانية بدل الأرامية النبطية.

حارثة الثالث (باليونانية: Αρέτας)‏ Arétās كان ملك مملكة الأنباط من 87 إلى 62 قبل الميلاد. صعد الحارث إلى العرش بعد وفاة أخيه عبادة الأول في العام 87 قبل الميلاد. خلال فترة حكمه، مدد حارثة مملكته لتغطية ما تشكل الآن المنطقة الشمالية من الأردن، وجنوب سوريا وجزءً من المملكة العربية السعودية. ربما كانت أعظم غزوات حارثة هي غزوه لدمشق، التي ضمنت مكانة بلاده كقوة سياسية جادة في عصرها. لقد وصلت مملكة الأنباط إلى أقصى حدودها الإقليمية تحت قيادة حارثة.

## غزو دمشق
كانت دمشق تمتد على الطريق التجاري الرئيسي من البحر الأبيض المتوسط إلى الهند والشرق الأوسط. أخذ حارثة المدينة من قبضة الإمبراطورية السلوقية في العام 85 قبل الميلاد وقد لقب نفسه بحارثة صديق اليونانيين. أمر حارثة دار سك العملة في دمشق بإنتاج النقود النبطية الفضية الأولى على الطريقة الهيلينية وكتابة اسمه باليونانية بدلًا من الآرامية النبطية. ولتعزيز الثقافة الجديدة في المملكة، سعى حارثة لجلب الهندسة المعمارية اليونانية والرومانية إلى العاصمة النبطية البتراء وإلى مستوطنات جديدة مثل الحميمة بما في ذلك بناء قناة بطول 26.8 كم. لقد قوطع الحكم النبطي في دمشق في العام 72 قبل الميلاد بفعل حصار ناجح قاده الملك الأرمني ديكرانوس الثاني. انتهى الحكم الأرمني للمدينة في العام 69 قبل الميلاد عندما سحب ديكرانوس الثاني قواته لمواجهة هجوم روماني على العاصمة الأرمنية، مما سمح لحارثة الثالث بالسيطرة على المدينة من جديد.

## هيركانوس وعرش يهودا
في العام 67 قبل الميلاد، تولى هيركانوس الثاني عرش يهودا. وبعد ثلاثة أشهر فقط، حرّض شقيقه الأصغر أرسطوبولس الثاني على تمرد حيث قاد بنجاح الانتفاضة للإطاحة بهيركانوس وتولى مناصب كل من الملك وكبير الكهنة. كان هيركانوس حبيسًا في أورشليم حيث استمر في تلقي إيرادات المنصب الأخير.
ومع ذلك، وخوفًا على حياته، هرب إلى البتراء وتحالف مع حارثة، الذي وافق على دعم هيركانوس بعد تلقيه وعدًا من مستشار هيركانوس أنتيباتر الإدومي بإعادة المدن العربية التي أخذها الحشمونيون من قبل.
تقدم حارثة نحو أورشليم على رأس 50 ألف رجل، وحاصر المدينة لعدة أشهر. وفي النهاية، دفع أريستوبولوس رشوةً لماركوس إيميليوس سكاروس، نائب الجنرال الروماني بومبيوس الكبير. أمر سكاروس حارثة بسحب جيشه، الذي عانى بعد ذلك من هزيمة ساحقة على يد أريستوبولوس في رحلة العودة إلى المملكة.
ومع امتثال حارثة، فقد قاد سكاروس حملةً على البتراء في العام 62 قبل الميلاد. ومع ذلك، ولأنها مزيج من التضاريس الوعرة ولانخفاض الإمدادات، اضطر سكاروس إلى التماس العون من هيركانوس، الذي غدا كاهنَ (وليس ملك) يهودا، الذي أرسل أنتيباتر للمقايضة من أجل السلام مع حارثة. رُفع الحصار مقابل عدة مئات من الطالنط الفضية (إلى سكاروس نفسه) والاعتراف بالتفوق الروماني على المملكة. سيحتفظ حارثة بجميع الأراضي والممتلكات النبطية، ليصبح تابعًا للجمهورية الرومانية.
قبره يقع في مبنى الخزنة في البتراء.